# Kessenhammer
Kessenhammer ist ein Ortsteil der Kreisstadt Olpe im Sauerland mit 20 Einwohnern.
Der Ort befindet sich nördlich von Olpe unmittelbar an einem Seitenarm des Biggesee und an der Landesstraße 563. 
Am Ort gibt es einen Naturcampingplatz.